# Marie de Ventadour
Pour les articles homonymes, voir Ventadour.
Marie de Ventadour, ou Maria de Ventadorn de son nom en occitan, est une trobairitz (femme troubadour : poétesse et compositrice) occitane de la fin du XIIe siècle (morte vers 1222).

## Biographie
Marie de Ventadour est l'une des « tres de Torena » (« Les trois de Turenne »), les trois filles du vicomte Raymond II de Turenne et d'Élise de Séverac. Celles-ci, selon Bertran de Born, possédaient « Tota beltat Terrena » (« toute la beauté terrestre »).
La date de naissance de Marie de Ventadour est incertaine. On la connaît également sous les noms de « Marie de Turenne » ou « Marguerite de Turenne ».
Elle épouse le vicomte Ebles V de Ventadour (qui gouverne la vicomté de Ventadour, dans la Corrèze actuelle), petit-fils de Ebles III (protecteur du troubadour Bernart de Ventadour), Ebles le chanteur, qui compte parmi les créateurs du genre. Ils ont un fils, Ebles (futur Ebles VI), qui épouse plus tard Dauphine de la Tour d'Auvergne, et une fille, Alix ou Alasia. Alix épousera Robert d'Auvergne, comte de Clermont, un arrière petit-fils de Robert IV Dauphin d'Auvergne.
Marie est mentionnée dans le travail de plusieurs troubadours dont Gaucelm Faidit, Pierre de Vic, Jausbert de Puycibot, Pons de Capduelh, Guiraut de Calanso, Bertran de Born et Gui d'Ussel.

## Œuvres
Marie de Ventadour est répertoriée comme « trobairitz » autonome dans une tenson (échange entre deux poètes) de 1197, seul travail qui nous soit parvenu d’elle. Cette tenson : Gui d’Uissel, be·m pesa de vos...  (traduction française en ligne sur wikisource ci-dessous), dont les versets alternés ont été composés par elle et Gui d'Ussel, pose ce problème : « une fois qu'un homme a réussi par sa cour à séduire une dame, devient-il son égal ou demeure-t-il son serviteur ? ». Marie défend le second point de vue.